# Mack Avenue Records
Mack Avenue Records is een Amerikaans platenlabel voor jazz. Het werd in 2006 opgericht door twee zakenmensen, Gretchen Valade en Tom Robinson, en is gevestigd in Harper Woods, Michigan.
Het label heeft enkele bekende jazzmusici aan zich weten te binden, zoals Stanley Jordan, Kenny Garrett, Christian McBride, Danilo Perez, Kevin Eubanks, Yellowjackets en Gary Burton. Verder kwam op het label werk uit van onder meer George Shearing, Johnnie Bassett, Gerald Wilson, Ron Blake, Oscar Castro-Neves en Carl Allen.
In 2008 kreeg het label twee smooth jazz-labels in handen: Rendezvous Entertainment (tegenwoordig Rendezvous Music) en de ARTizen Music group, tegenwoordig Artistry Music. Een ander sublabel is Sly Dog Records. 